# Fillide Giorgi Levasti
Fillide Giorgi Levasti (Firenze, 20 gennaio 1883 – Firenze, 24 settembre 1966) è stata una pittrice italiana.

## Biografia
Fillide Giorgi (detta Filli) era figlia di Fausto - impiegato del ministero delle Finanze - e di Ernesta Gori. Nel 1899 s'iscrisse all'Accademia di belle arti di Firenze e frequentò le lezioni di Giovanni Fattori e dello scultore Augusto Rivalta. Nel suo corso c'era Leonetta Pieraccini che abitava a Poggibonsi ed era spesso ospite della famiglia Giorgi. Le due amiche apprezzavano il pittore Giovanni Costetti che era assiduo in casa Giorgi e che aveva ritratto familiari di Filli.
Queste giovani artiste tendevano ad una pittura rapida e sobria, sull'esempio di Costetti. Fillide Giorgi optava anzi per un rinnovamento della macchia, in linea con le nuove esperienze sul colore, maturate in ambito postimpressionista e secessionista.

### Il matrimonio
Emilio Cecchi in casa Giorgi conobbe la Pieraccini: si sposarono nel 1911. Dopo la morte del padre, nel 1902, Fillide Giorgi concluse gli studi all'Accademia (1904) e iniziò ad esporre: nel 1906 alla Promotrice di Genova e alla Mostra curlandese di Bologna.  Realizzò ritratti, tra cui quello di sua sorella Vittoria (Gabinetto dei disegni e delle stampe delle Gallerie degli Uffizi) e quelli di Guido Approsio e della  marchesa Lencisa, che furono esposti alla Società di belle arti di Firenze, nel 1907. Nel 1908 s'iscrisse alla scuola libera del nudo, dove ebbe per compagni lo scultore Domenico Rambelli, il pittore e scultore Ercole Drei e l'amica Leonetta.
Leggeva La Voce, visitava  gallerie e musei, nel corso di viaggi, tra il 1906 e il 1909, in Italia, in Francia, in Svizzera e in Germania. Divenne amica di Juliette Bertrand, che insegnava al liceo Grenoble di Firenze e che, grazie a contatti presi in casa Giorgi, divenne traduttrice di opere del drammaturgo verista Bruno Cicognani, di Giovanni Papini e di Curzio Malaparte.
Attraverso Costetti, Fillide Giorgi conobbe Arrigo Levasti, venuto da Modena a studiare filosofia e che divenne collaboratore di Papini e di  Giuseppe Prezzolini al Bollettino filosofico e che pubblicò anche su La Voce e su Lacerba.

### Mostre collettive e mostre personali
Nel 1914 partecipò alla "II Esposizione della Secessione romana", con due nature morte e a novembre sposò Levasti. Abitavano in viale Milton, sopra lo studio di Costetti e della scultrice Evelyn Scarampi. Nel 1915 fu invitata alla "III Esposizione della Secessione romana", con tre nature morte, scelte personalmente da Galileo Chini.
Alcune sue composizioni di questi anni rimandano al gusto viennese; ma già forte è il riferimento a Cézanne, nella materialità delle lamelle di pigmento: evidente in particolare in opere come Arrigo e i tulipani del 1913 circa, Natura morta con fondo a fiori del 1914 circa, e Natura morta, tavola apparecchiata del 1915 (Firenze, Galleria d'arte moderna), opere in cui il preziosismo coloristico, il rigore costruttivo e la resa sintetica dei volumi rimanda anche al pittore fiorentino Oscar Ghiglia.
Nel 1916 Arrigo Levasti fu chiamato sotto le armi e Filli Giorgi visse tra Firenze e Montepiano, dove abitavano le sorelle. Riuscì a vendere acqueforti in Francia. Aveva inciso, nel 1915 circa, Arrigo e Vittoria in giardino e la natura morta Tromboncini e vasetto. Stinse amicizia con la pittrice Vittoria Morelli che la introdusse nell'ambiente romano e le presentò Carlo Socrate e Armando Spadini.
Nel 1920 inviò cinque dipinti alla "Esposizione internazionale d'arte moderna" di Ginevra e alla "I Biennale di Roma", del 1921, espose tre nature morte; fu invitata alla "I Esposizione del paesaggio italiano sul Garda", dove espose una natura morta e due paesaggi. Grazie ad Enrico Prampolini fu anche invitata, nel 1921, alla "Esposizione d'arte italiana d'avanguardia", che si svolse prima a Praga e poi a Berlino, dove due sue opere furono rubate; per ritrovarle, nel 1922 la Giorgi, accompagnata dal marito, si recò a Berlino e fu ospite dei coniugi Gehrig. Oskar Gehrig pubblicò articoli su Der Cicerone e Die Welt, dedicati alla pittrice italiana.
Nella Fiera e nel Lampionaio del 1920, nella Giostra del 1921 (Berlino, collezione Woche), nel Piccolo mercato del 1922 (Berlino, già collezione Gehrig), la pittrice attingeva ad un repertorio naïf, popolato da burattinai e da saltimbanchi, da verdurai e da contadini, alla ricerca di una felice ingenuità, come affermava in una lettera del 1920, alla Pieraccini: nel mondo delle fiere e delle giostre di paese, ella ritrovava l'essenza semplice ed istintiva della vita.
Nel 1924 partecipò alla "II Fiera d'arte fiorentina", poi al "IV Concorso Ussi", con Il teatro (Roma, collezione Previtali); nel 1925 partecipò alla "Mostra per l'anniversario del Reichstag" di Berlino; nel 1927 fu presente al "Salon des Indépendants" di Parigi, dove le erano stati richiesti La fiera e Il teatro. Nel 1928, attraverso Vittoria Morelli, fu invitata alla "Mostra degli amatori e cultori di belle arti" a Roma e il Governatorato comprò Piazza Indipendenza, destinata alla Galleria Mussolini e oggi irreperibile. Strinse amicizia con il letterato e giurista fiorentino Piero Calamandrei, che condivise con i coniugi Levasti un crescente sentimento antifascista. Conobbe in quegli anni difficoltà sul mercato italiano, cui corrispondevano vendite in Germania, tramite l'intermediazione dei Gehrig.
Nel 1929 partecipò, con venti dipinti e con acqueforti, a una mostra al Kunstverein di Münster e vendette il dipinto Baracche e un'acquaforte. Nel 1929, a Firenze, a palazzo Antinori, realizzò una personale con più di quaranta opere e fu elogiata in articoli su La Nazione, Illustrazione toscana e Il Nuovo Giornale, poi sul Giornale d'Italia.
Dipinse Vita semplice nel 1929-1930 (già Berlino, collezione Gehrig), I carbonai nel 1931-1932 (collezione Previtali), Angoli di case nel 1934 (Stati Uniti, collezione Ferrando), Giochi di bimbi nel 1938 (già Firenze, collezione Levasti): luoghi senza storia, scene di vita quotidiana, animate da un ritmo lento e scandito, colto con intima delicatezza e con sentimento quieto, con tono assorto.
Negli anni trenta crebbero le difficoltà con il mercato tedesco, nonostante l'amicizia con i Gehrig, che mandavano giovani artisti e musicisti tedeschi a Firenze, ospiti in casa Levasti. I coniugi Levasti strinsero amicizia con Oriana Gui, figlia del direttore d'orchestra Vittorio Gui - inventore e direttore del Maggio Musicale Fiorentino - e sposata con il direttore d'orchestra Fernando Previtali, che divenne un collezionista appassionato dell'opera della Giorgi.
Fillide Giorgi conduceva ormai vita solitaria, interrotta a marzo del 1936 da una personale alla saletta Rizzi, a Firenze e da collettive, come la "I Rassegna della donna italiana nel campo delle arti figurative", alla galleria Gian Ferrari di Milano. Nel 1937 uscì, su commissione di Calamandrei, il libro di Raffaello Ramat, dedicato alla pittura della Giorgi, con foto di opere realizzate dal 1920 al 1934. Nel 1937 Filli espose disegni a una mostra al Metropolitan Museum di New York; presentò opere nel 1938, alla "Esposizione internazionale disegni e cartoline" di Vienna e partecipò, con Il teatro, alla "Esposizione internazionale dell'Università Carnegie Mellon" di Pittsburgh.
Durante la seconda guerra mondiale si dedicò prevalentemente al disegno. I bombardamenti colpirono la casa-studio di viale Milton, molte sue opere furono danneggiate e l'artista con la sua famiglia si ritirò a villa Scarampi, a Bagno a Ripoli.

### Ultimi anni
Nel 1947 fu nominata vicepresidente del Club delle artiste pittrici e curò una "Esposizione di arti grafiche", realizzata con il concorso di diciassette artiste italiane, a febbraio 1948 a Kansas City e poi replicata, a marzo, al Lyceum di Firenze. Colpita da pleurite, conduceva una vita ritirata, pur continuando a dipingere e a disegnare vedute dal tono fiabesco, paesaggi e nature morte, opere fedeli alla sua interpretazione della realtà, legata alla semplicità del quotidiano. Sue opere furono esposte negli anni cinquanta a Londra, alla galleria Suffolk, a Roma alla galleria Po, a Firenze al Lyceum, alla Casa di Dante e a palazzo Strozzi (mostra "Mezzo secolo d'arte toscana. 1901-1950").
A primavera 1959 una personale fu organizzata dall'antica istituzione fiorentina, l'Accademia delle arti del disegno, con tele e opere grafiche appartenenti alle collezioni Previtali, Gui, Contini Bonacossi, Calamandrei, per un totale di settantasei opere. Ottenere il premio "Carmine".
Nel corso degli anni Sessanta, colpita da paralisi, fu costretta a interrompere ogni  attività.
Una personale fu organizzata a Firenze nel 1967.
Le carte della famiglia Levasti, di proprietà della famiglia Previtali, furono donate dallo storico dell'arte Giovanni Previtali alla Biblioteca Marucelliana di Firenze. Nel 1988 fu allestita una mostra antologica, presso l'Accademia delle arti del disegno di Firenze e presso la Marucelliana.
Varie disegni di Fillide Levasti, di proprietà del Comune di Montecatini Terme, sono esposti nella rassegna Disegno in segno – da Otto e Novecento alle nuove acquisizioni, che si tiene presso il MOntecatini Contemporary Art, in Municipio a Montecatini Terme dal 5 giugno al 29 agosto 2021.